# Sport-Express
Sport-Express (en russe : Спорт-Экспресс) est un journal russe traitant l'actualité sportive, fondé par  Vladimir Koutchmi (en) en 1991. Il est imprimé dans 31 villes de Russie, mais aussi en Lettonie, en Belarus, en Ukraine, au Kazakhstan et aux États-Unis. C'est le journal le plus vendu d'actualité sportive en Russie, avec plus de 700 000 lecteurs. Il appartient à European Sports Magazines (en).